# Quercus velutina
 (janvier 2012).
Si vous disposez d'ouvrages ou d'articles de référence ou si vous connaissez des sites web de qualité traitant du thème abordé ici, merci de compléter l'article en donnant les références utiles à sa vérifiabilité et en les liant à la section « Notes et références ».
Espèce
Classification phylogénétique
Répartition géographique
Quercus velutina, le chêne noir, chêne des teinturiers ou Quercitron, est un chêne appartenant à la section des chênes rouges (Quercus sect. Lobatae), dans la famille des Fagaceae.

## Description
Au nord de sa zone de répartition, il est relativement petit avec 20-25 mètres de haut et 90 cm de diamètre, alors qu'au sud, il peut atteindre jusqu'à 42 m[réf. nécessaire]. Le chêne noir est connu pour être facilement croisable avec d'autres variétés de chêne rouge. On compte actuellement au moins une douzaine d'hybrides différents.
Les glands sont petits et de formes arrondies. La cupule, qui couvre la moitié du fruit, est recouverte d'écailles. Les glands contiennent des substances toxiques (acide tannique, etc.) et ont déjà tué du bétail les ayant consommés en automne.
Les feuilles sont alternées sur le rameau. Elles font de 10 à 20 cm de long[réf. nécessaire] et possèdent entre 5 et 7 lobes hérissés séparés par des fentes en forme de U. La face supérieure est verte brillante alors que le bas de la feuille est de couleur brun-jaunâtre.
L'écorce intérieure de l'arbre contient un pigment jaune nommé quercitrine ou quercitrin qui fut vendu commercialement en Europe jusque dans les années 1940[réf. nécessaire].

## Habitat
Il est originaire de toute la moitié orientale de l'Amérique du Nord, du sud de l'Ontario au nord de la Floride, et du sud du Maine au nord-ouest du Texas. C'est un arbre commun dans les dunes de l'Indiana et dans les autres écosystèmes dunaires le long de la rive sud du lac Michigan.
On le trouve souvent dans les sols secs de type argileux ou sablonneux  dans la majeure partie du reste de son aire de répartition.

## Hybrides
Quercus velutina est l'un des parents des hybrides suivants :

- Quercus ×bushii (Quercus marilandica × Quercus velutina)
- Quercus ×cocksii (Quercus laurifolia × Quercus velutina)
- Quercus ×demareei (Quercus nigra × Quercus velutina)
- Quercus ×discreta (Quercus shumardii × Quercus velutina)
- Quercus ×filialis (Quercus phellos × Quercus velutina)
- Quercus ×fontana (Quercus coccinea × Quercus velutina)
- Quercus ×hawkinsiae (Quercus rubra × Quercus velutina)
- Quercus ×leana (Quercus imbricaria × Quercus velutina)
- Quercus ×palaeolithicola (Quercus ellipsoidalis × Quercus velutina)
- Quercus ×podophylla (Quercus incana × Quercus velutina)
- Quercus ×rehderi (Quercus ilicifolia × Quercus velutina)
- Quercus ×vaga (Quercus palustris × Quercus velutina)
- Quercus ×willdenowiana (Quercus falcata × Quercus velutina)

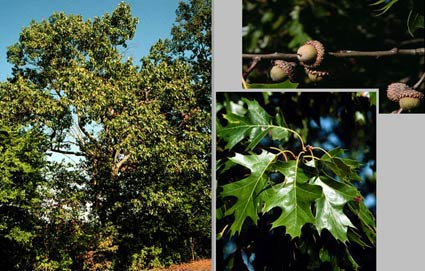
Quercus velutina